# Kuunkuiskaajat
Kuunkuiskaajat (dt. Die Mondflüsterinnen) ist ein finnisches Folk-Duo, bestehend aus Susan Aho und Johanna Virtanen. Susan Aho ist auch bei der Band Värttinä aktiv und Johanna Virtanen dort bis 2012.

## Werdegang
2010 nahm das Duo bei der Finnischen Vorausscheidung zum Eurovision Song Contest teil und konnte diesen mit dem Lied Työlki ellää (Dialekt für Työlläkin elää; dt. Man kann auch von der Arbeit leben) für sich entscheiden. Die Gruppe vertrat somit Finnland beim Eurovision Song Contest 2010 in Oslo, scheiterte jedoch im ersten Halbfinale. Während ihr Beitrag beim regulären Zuschauervoting Platz 6 unter 17 Teilnehmern erreichte, wählte eine hundertköpfige Jury mit Mitgliedern wie Hape Kerkeling oder Mary Roos sie auf den drittletzten Rang, wodurch sich das Duo nach einer Zusammenrechnung beider Listen mit 3 Punkten Rückstand die zehn Qualifikationsplätze verpasste.

## Diskografie

### Alben
- 2008: Kuunkuiskaajat
- 2016: Revitty rakkaus

### Singles
- 2010: Työlki ellää
- 2014: Lumienkeli
- 2016: Unelmaa